# تی. تی. بوی
تی. تی. بوی (انگلیسی: T. T. Boy؛ زاده ۳۰ آوریل ۱۹۶۸) یک بازیگر پورنوگرافی اهل ایالات متحده آمریکا است.